# Личинкови
Личинковите (Larvacea) са клас прозрачни, свободноплаващи представители на подтип Опашнохордови. Разпространени са повсеместно включително и в Черно море. Класа включва около 60 вида разделени в три семейства, а родът Oikopleura има космополитно разпространение.

## Обща характеристика
Личинковите се характеризират с изключително малки размери: тялото им достига дължина от 1 mm, а опашката 3 mm. В редки случаи достигат до няколко сантиметра.
Опашката и нотохордата се запазват и при зрелите форми. Хрилните отвори на фаринкса са два и се отварят навън.
Повечето представители на личинковите са хермафродитни животни, като оплождането се извършва в овариума, а след пълното си развитие младите организми пробиват телесните стени на майчиния организъм за да го напуснат, при което той загива. Познати са и разделнополови представители като Oikopleura dioica, като половите жлези са единични.